# Alex Pașcanu
Alexandru Ștefan Pașcanu, plus connu sous le nom d'Alex Pașcanu, est un footballeur international roumain né le 28 septembre 1998 qui évolue au poste de défenseur.

## Biographie

### Vie personnelle
Alex Pașcanu voit le jour à Bârlad, à l'est de la Roumanie. Enfant, il déménage en Angleterre avec sa famille ou il passera le reste de son enfance et son adolescence. À 9 ans, il rejoint le centre de formation de Leicester City.

### Carrière

#### Carrière en club
En 2007, Pașcanu rejoint le centre de formation de Leicester City, il fait partie des joueurs les plus jeunes avec Ben Chilwell, Harvey Barnes & Hamza Choudhury, mais ne pourra pas être éligible pour jouer en équipe première.
Le 30 août 2019, Pașcanu quitte Leicester pour rejoindre le club roumain de Cluj. Le 17 janvier 2020, il est prêté au FC Voluntari.
Le 28 août 2020, il est prêté pour deux ans à l'équipe espagnole de Segunda División, le SD Ponferradina.
Le 17 janvier 2022, le SD Ponferradina annonce avoir conclu un accord avec le CFR Cluj pour son transfert définitif. Le 12 août 2023, après la relégation de Ponfe en 3e division, il est prêté au Sporting Gijón également en deuxième division, pour un an.

#### Carrière en sélection
Pașcanu participe à 9 des 10 matches de qualification pour l'Euro espoirs 2019, invaincue du groupe B et menée par Ionuț Nedelcearu, l'équipe atteindra les demi-finales de l'Euro, cette performance permettra à la Roumanie de se qualifier pour les JO 2020 de Tokyo au Japon.
Il participe aussi à l'Euro espoirs 2021, où il dispute les trois matches de la phase de groupes. Pașcanu marque le but de la victoire contre la Hongrie (2-1) et devient ainsi le joueur roumain le plus capé au niveau espoirs, surpassant Ion Luțu. En juillet de la même année, il participe, avec la Roumanie, aux Jeux olympiques d'été 2021.
Le 11 novembre 2018, il est appelé par l'équipe roumaine.

## Récompenses individuelles
- Leicester City -23 ans : joueur de la saison 2016-2017[9].